# Óbuda hegyvidéke
Óbuda hegyvidéke est un quartier de Budapest, situé dans le 3e arrondissement. Il a été créé en décembre 2012.